# Грьона Лунд
Тіволі Грьона Лунд (швед. Tivoli Gröna Lund, досл. «Зелений гай») — парк розваг у Стокгольмі, Швеція. Знаходиться на узбережжі острова Юргорден. У порівнянні з іншими парками розваг, відносно невеликий, оскільки його розширенню перешкоджає розташування в центрі Стокгольма. Налічує понад 30 атракціонів, а влітку — популярне місце для проведення концертів. Заснований у 1883 році.

## Історія
Почавши своє існування з 1880-х років, є найстарішим парком розваг у Швеції. У 1883 році Якоб Шультнайсс узяв цю територію в оренду для того, щоб «поставити каруселі та інші атракціони», і до 2001 року парком володіли його спадкоємці.

## Сучасний стан
Більша частина атракціонів є звичайною для парків розваг. Парк відомий також тим, що є місцем рок- і поп-концертів. Рекордним за кількістю глядачів був концерт Боба Марлі в 1980 році, адже залучив 32 тис. осіб.

## Транспорт
До парку можна доїхати на трамваї 7, автобусі 44 і поромах, що зв'язують його зі Слюссеном і Старим містом.

## Фото

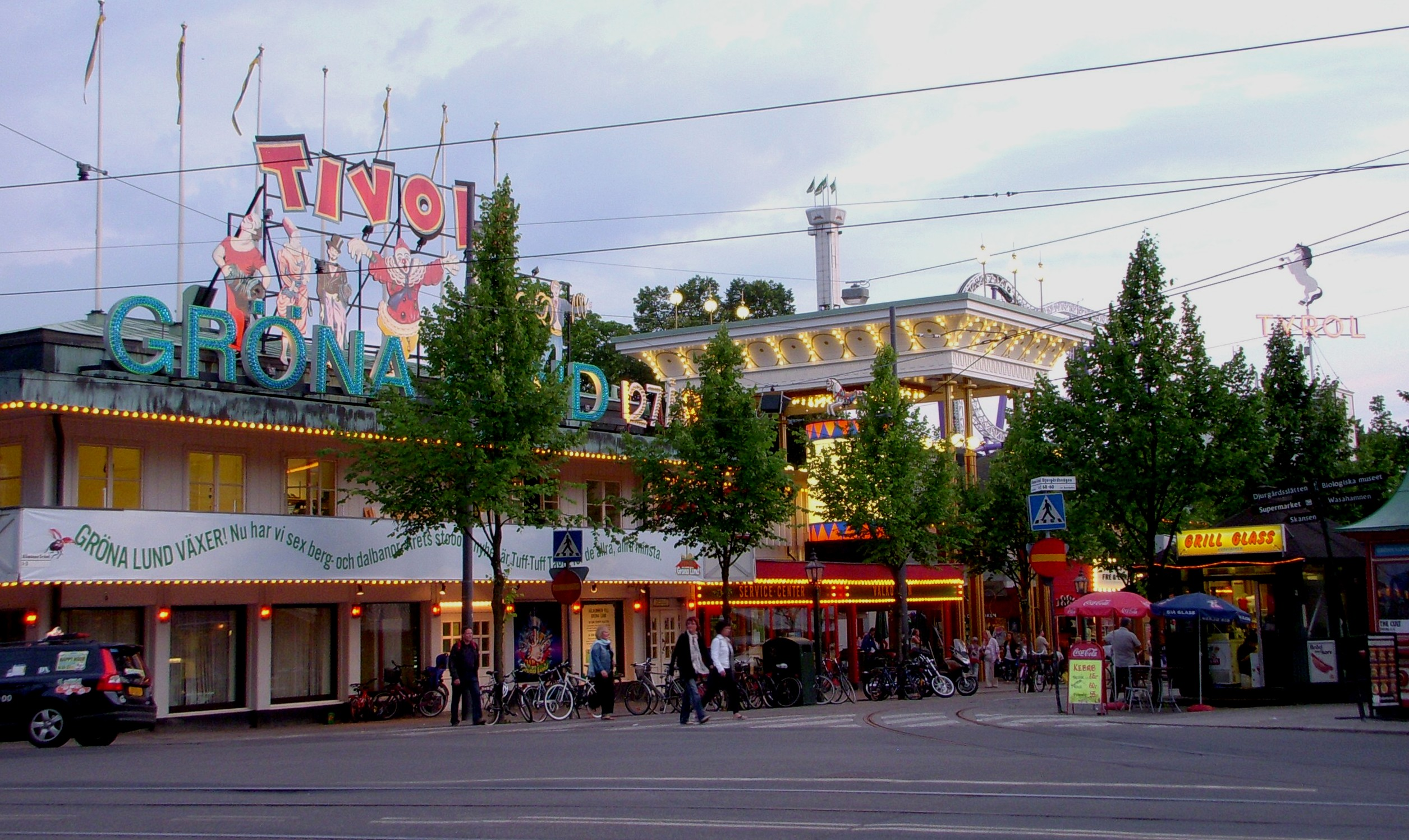
Головний вхід
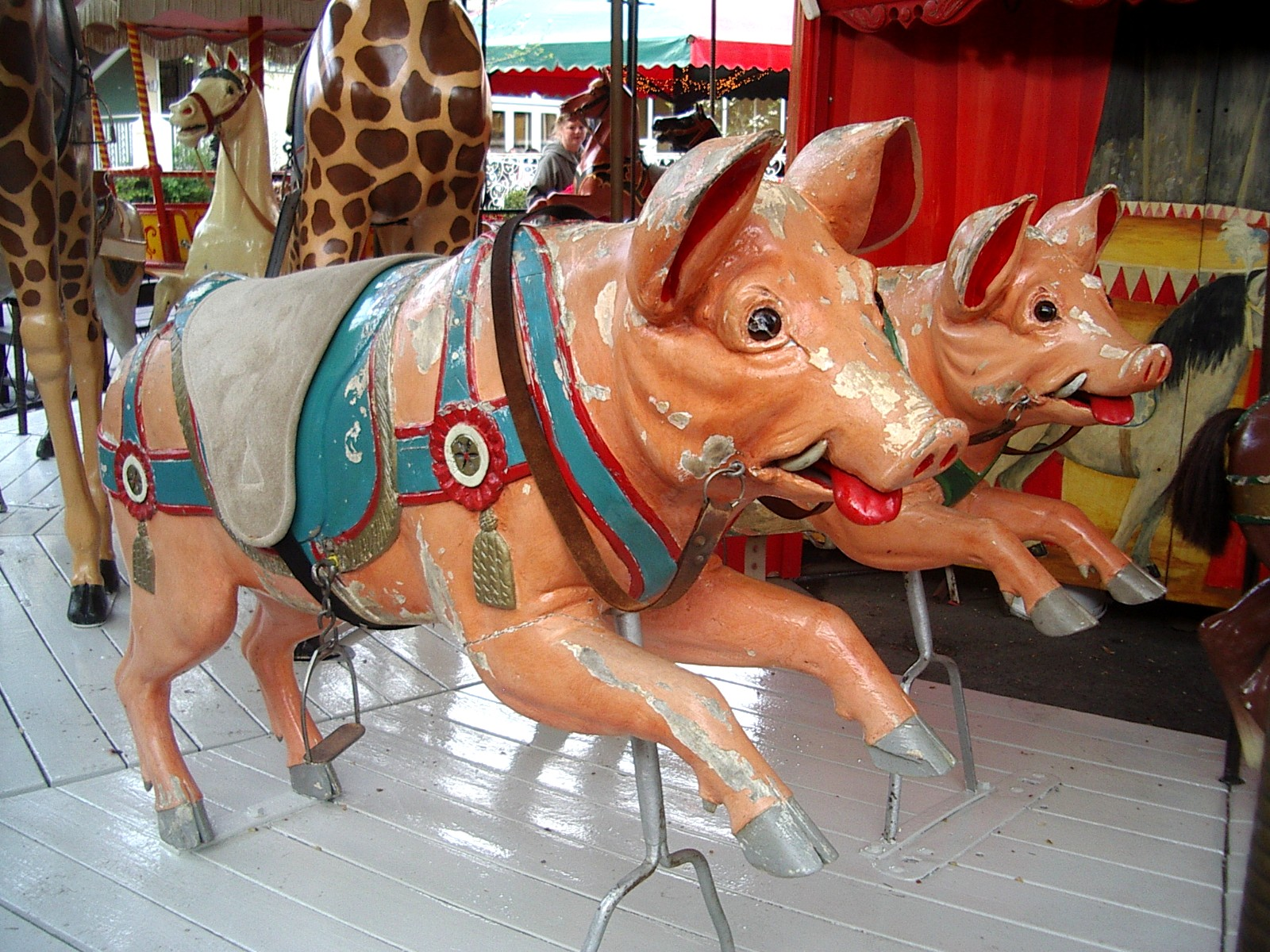
Карусель 19 століття